# Marie-Chantal contre le docteur Kha
Marie-Chantal contre le docteur Kha is een Franse misdaadfilm uit 1965 onder regie van Claude Chabrol.

## Verhaal
Een vrouw krijgt tijdens haar skivakantie een juweel in handen. Het juweel blijkt een erg gevaarlijk virus te bevatten. Zo kruist het criminele meesterbrein dr. Kha haar pad.

## Rolverdeling
| Acteur               | Personage     |
| -------------------- | ------------- |
| Marie Laforêt        | Marie-Chantal |
| Francisco Rabal      | Paco Castillo |
| Serge Reggiani       | Ivanov        |
| Charles Denner       | Johnson       |
| Akim Tamiroff        | Dr. Kha       |
| Roger Hanin          | Bruno Kerrien |
| Stéphane Audran      | Olga          |
| Pierre-François Moro | Hubert        |
| Gilles Chusseau      | Gregor        |
| Antonio Passalia     | Sparafucile   |
| Robert Burnier       | Oude Zwitser  |
| Claude Chabrol       | Barman        |